# الیو باووتی
الیو باووتی (ایتالیایی: Elio Bavutti; ۵ مهٔ ۱۹۱۴ – ۹ فوریهٔ ۱۹۸۷) دوچرخه‌سوار اهل ایتالیا بود.